# Großschober
Großschober är en bergstopp i Österrike.   Den ligger i distriktet Lienz och förbundslandet Tyrolen, i den centrala delen av landet, 300 km väster om huvudstaden Wien. Toppen på Großschober är 2 635 meter över havet.
Terrängen runt Großschober är bergig. Runt Großschober är det ganska glesbefolkat, med 26 invånare per kvadratkilometer.. 
Trakten runt Großschober består i huvudsak av gräsmarker.